# Сова-лісовик руда
Сова-лісовик руда (Strix albitarsis) — вид птахів родини совових (Strigidae). Поширений у Південній Америці.

## Поширення
Ареал поширення простягається вузькою смугою від Венесуели, Колумбії та Еквадору до крайнього північного заходу Перу, а звідти вздовж східних схилів Анд до півдня Болівії. Це осілий птах, який мешкає в густих гірських і хмарних лісах на висоті від 1700 до 3700 метрів.

## Опис
Маючи розмір тіла приблизно від 30 до 35 см, сова відноситься до середнього розміру в своєму роді. У неї відсутні пір'яні вуха. Лицевий диск червонуватий і тьмяніє до чорного навколо очей; він також має бліді концентричні лінії та сіру рамку. Верхня сторона тіла темно-коричнева з червонувато-бурими плямами і поперечними смугами, нижня сторона білувата з червонуватими і темно-бурими поздовжніми і поперечними смугами. Очі помаранчево-жовті.

## Спосіб життя
Це сутінковий і нічний вид, про який відомо дуже мало. У своїй монографії 2008 року орнітологи Клаус Кеніг і Фрідгельм Вейк описують його як «практично невідомий». Вважається, що він харчується дрібними ссавцями та комахами. Про репродуктивну біологію нічого не відомо. Однак молодих птахів спостерігали у Венесуелі в серпні та в Колумбії в червні.